# Средњоаљаски Јупици
Средњоаљаски Јупици, Централни Јупици, Аљаски Јупици, али и Јупик или Јупиак (једнина и множина) и Јупиит или Јупиат (множина) (јуп. Yup'ik (једнина), Yupiik (двојина) и Yupiit (множина)), су један од ескимских јупичких народа западне и југозападне Аљаске, који насељава јужну обалу Нортон залива, обалу Беринговог мора између делта река Јукон и Кускоквим (укључујући острва Нелсон и Нунивак), северну обалу Бристолског залива све до залива Нушагак и северну обалу полуострва Аљаска око реке Нанкен и залива Егегик. Познати су и као Чупик (Cup'ik) на чевачком дијалекту из насеља Чевак и Чупиг (Cup'ig) на нунивачком дијалекту са острва Нунивак.
Чевак Чупик и Нунивак Чупиг су познатији под заједничким именом Чупик. Јупик, Чупик и Чупиг подгрупе могу лако комуницирати међусобно, а њихов заједнички назив је Јупик. Они су један од три јупичка народа Аљаске и Сибира, блиско повезани са Алутитима (Пацифички Јупици) са централног југа Аљаске и Јуитима са острва Сент Лоренс и Руског Далеког истока (чије подгрупе су Чаплинци, Науканци и Сиреникци). Централноаљаски Јупици говоре централноаљаским јупичким језиком. Од укупне популације која је бројала око 21.000 људи почетком 21. века, око 10.000 је говорило овај језик.
Централноаљаски Јупици комбинују савремени и традиционални начин живота, мешавину која је јединствена за југозападну Аљаску. Данас, Централноаљаски Јупици углавном раде и живе модерним начином живота, али се и даље баве ловом и риболовом на традиционални начин. Већина Централноаљаских Јупика и даље говори матерњи језик, а двојезично образовање је на снази од 1970-их година.
Централноаљаски Јупици су најбројнији у шаренилу народа Аљаске, они говоре централноаљаским јупичким језиком, који је члан породице ескимско-алеутских језика. На попису становништва у САД 2000. години, Централноаљаских Јупика је било преко 24.000, од којих је преко 22.000 живело на Аљасци. Огромна већина њих живи у седамдесетак насеља на традиционалној централноаљаској јупичкој територији која се налази на западу и југозападу Аљаске.
На попису у САД 2010. године, Централноаљаских Јупика је било 34.000, и највећа су аљаска племенска група (било сама или у комбинацији), коју блиско у бројности прате Инупијати, њих 33.000. Централноаљаски Јупици су етничка група која има највећи број особа које су се изјасниле као припадници само једне племенске групе и ниједне друге расе (29.000). На попису из 2010. године, скоро половина америчких Индијанаца и Аљаских домородаца су идентификовани као мешавина раса.
Суседи Централноаљаских Јупика на северу су Инупијати, на југу алеутизовани Ескими Алутити и на истоку Атабаскани: јупицизирани Холикачуци и Дег Хитани и нејупицизирани Којукони и Денаине.
Традиционално централноаљаско јупичко село Токсук Беј налази се на острву Нелсон, 6,5 км југоисточно од Тунунака, на делти реке Јукон. Село је основано 1964. године, када се одређени број младих парова из Нигтмута преселио на нову локацију у заливу Токсук како би имали бољи приступ ресурсима које доноси теретни брод „Норт Стар” једном годишње. Породице из Тунунака и Невтока су им се придружиле и насеље је порасло. Године 2011, аљаски департман рада процењује становништво на 598 људи. Федерално признато Нунакајиармиут племе се налази овде. Они користе комерцијални риболов за стицање основних средстава (новац, храна) за издржавање породица. Харинга, лосос и морски плодови су омиљене ловине.

## Историја имена
Оригинално форма Јупик коришћен је у северном подручју (Нортон залив, Јукон и острво Нелсон), док је форма Јупиак коришћена у јужном делу (Кускоквим, Канинек и Бристолски залив). Одређена места (Чевак, Нунивак, Егегик) су имали и друге облике (Чупик, Чупиг и Тарупиак).
Име Јупик се употребљава као општи назив (мада не замењује Чупик и Чупиг). Јупик (множина Јупиити) долази од јупичке речи јук што значи „особа” уз додатак постбазе (посебна врста граматичке суфиксне морфеме која је придодата корену речи) -пик или -пиак што значи „стваран” или „прави, исконски”, те тако Јупик буквално значи „прави човек”. Етнографска литература понекад Јупике или на њихов језик означава као Јук или Јуит. У заливу Хупер, чевачком и нунивачком дијалекту Јупике и њихов језик називају Чупик.
| дијалекти                                                           | једнина     | двојина | множина                 | једнина  | двојина  | множина  |
| Уналик-Пастулик, Јукон, Острво Нелсон, Залив Хупер                  | јук         | јуук    | јуут(< јуугет) ~ југ'ет | Јупик    | Јупиик   | Јупиит   |
| Кускоквим, Квигилингок, Кипнук, Конгиганек, Чефорнак, Залив Бристол | јук         | јуук    | јуут(< јуугет) ~ југ'ет | Јупиак   | Јупиак   | Јупиат   |
| Чевачки                                                             | кук         | куугек  | куугет                  | Чупик    | Чупиик   | Чупиит   |
| Нунивачки                                                           | куг         | кууг    | куугет                  | Чупиг    | Чупииг   | Чупиит   |
| Егегик                                                              | тару~ тарук |         |                         | Тарупиак | Тарупиак | Тарупиат |

Имена која су им дали њихови суседи:
- На језику Алутита: Памана'рмиу'ак (Северни Кодијак), Паманирмиук (Јужни Кодијак)
- На језику Дег Хитанаца: Дег хит'ан (лит. Људи доњег тока реке), Новох џит'ан (лит. Људи обале)
- На језику Холикачука: Намах хит'ан (лит. Људи обале)
- На језику Којукона: Нобаха хут'анка (лит. Људи обале)
- На језику Денаинаца: Дутна
- На језику Горњи Кускоквимског народа: Додина једнина Додинају множина

## Историја

### Порекло
Археолози верују да су заједнички преци Ескима и Алеута (као и разних палеосибирских група) пореклом из источног Сибира. Селећи се на исток стигли су до подручја Беринговог мора пре око 10.000 година. Истраживања крвних група и лингвистике сугеришу да су преци „Индијанаца” стигли до Северне Америке у миграционим таласима пре предака Ескима и Алеута. Постојала су три главна миграциона таласа од Сибира до Америке преко Беринговог копненог моста. Овај пут је био отворен за прелаз пре 20.000-8.000 година током периода глацијације.
Пре око 3.000 година, претече Јупиита су се населили дуж обалних подручја онога што је постало западна Аљаска и даље мигрирали узводно рекама Јукон и Каскоквим око 1400. године. На крају су стигли до Пајмиута на реци Јукон и села Врана („Тулукаругмиут”) на реци Каскоквим.

### Руски период
Руска колонизација Америке трајала је од 1732. до 1867. године. Руско царство је слало бродове који су путовали из Сибира у Америку због риболова и лова на китове. Посада је постепено успостављала ловачке и трговачке постаје компаније Шелихов-Голиков на Алеутским острвима и у староседелачким насељима на северу Аљаске. (Ово су темељи Руско-америчке компаније). Отприлике половина трговаца крзном су били Руси, тј. „Промишљеники” из разних делова европске Руске империје или из Сибира.
Григори Шелихов водио је напад на Кодијак против староседелачких Алутита 1784. године, познатог као Аваук масакар. Према неким проценама, радници руске трговачке компаније су убили више од 2.000 Алутита. Компанија је преузела контролу над острвом. До касних 1790-их, њене трговачке постаје постале су центри сталних насеља Русије (1799—1867). До 1819. године руска насеља и активности су углавном били ограничени на Алеутска острва, Прибилофска острва, острво Кодијак и разбацане приобалне локације на копну. Руски православни мисионари су отишли на ова острва и 1800. године обављали службе на локалном језику на острву Кодијак, а до 1824. и на Алеутским острвима. Православни свештеници су превели Свето Писмо и литургију на Тлингитски језик, који је користио још један велики народ са Аљаске.
Руски период, који траје око 120 година, се може поделити у три фазе од 40 година: од 1745. до 1785, од 1785. до 1825. и од 1825. до 1865. године.
Прва фаза руског периода (1745. до 1785. године) страшно је утицала само на Алеуте (Унанган) и Алутите. Током овог периода, велике делове обале Беринговог мора је картирао енглески истраживач Џејмс Кук, а не Руси. Године 1778. Кук је открио и назвао Бристолски залив и затим пловио према северу око Рта Њуенхам у Кускоквимском заливу.
Током друге фазе руског периода (1785. до 1825.), компанија Шелихов-Голиков и касније Руско-америчка компанија је организована да настави истраживања уносне северно-тихоокенаске трговине крзнима. Током овог периода су побољшали поступање према аутохтоним народима, заменили масакре за поробљавање и експлоатацију. Највећи део Аљаске је остао неитражен, а Централноаљаски Јупици из делта река Јукон и Кускоквим нису били снажно погођени. „Руско-амерички уговор из 1824. године” је потписан у Санкт Петербургу између представника Руске империје и Сједињених Држава 17. априла 1824. и ступио на снагу 12. јануара 1825. године.
Током последње фазе руског периода (1825. до 1865. године), народи Аљаске су почели да пате од ефеката дошљачких заразних болести, јер нису имали имунитет на њих. Поред тога, њихова друштва су уздрмана услед повећаног ослањања на робу европских трговаца коју су налазили у руским трговачким постајама. Трећи талас руског утицаја огледао се кроз настојања мисионара да преведу староседеоце у православно хришћанство. Мисионари су научили језике староседелаца и држали службу на тим језицима од раних деценија 19. века. „Споразум из Санкт Петербурга из 1825. године” дефинише границе између Руске Америке и поседа Британског царства на пацифичком северозападу.

### Амерички период
САД је купила Аљаску од Руског царства 30. марта 1867. године. Првобитно организована као Одсек Аљаска (1867—1884), ова област је преименована у Аљаска област (1884—1912) и Територија Аљаске (1912—1959), пре него што је примљена у унију САД као држава Аљаска (1959-данас).
Током раног америчког периода (1867—1939), савезна влада је углавном занемаривала територију, осим што је користила положај у федералној влади ради политичког покровитељства. Било је напора да се искористе природни ресурси у годинама након куповине Аљаске. Моравско протестантске (1885) и језуитске (1888) мисије и школе су успостављене дуж реке Кускоквим и нижих токова реке Јукон. Комуналне куће Кашги су нестале под притиском мисионара. Током раног америчког периода, матерњи језици су забрањени у школама мисионара и био је дозвољен само енглески језик.
Дана, 18. децембра 1971. године је потписан „указ о поравнању потраживања аљаских староседеоца” (ANCSA). ANCSA је најбитнија како за историју Аљаске, тако и за садашњу економију и политичку структуру Аљаске.

### Историографија
Пре првог контакта са Европљанима (до 1800.их година), историја Јупика је била усмена историја. Свака заједница или село имали су казиваче прича ("кулирарта") који су били познати по њиховој способности сећања, а то су били људи који су као деца учена о историји групе. Њихове приче (традиционалне легенде "кулират" и историјске нарације "каНемцит") изражавају кључне делове најстарије историје Аљаске.
Историја јупичке етнографије, као део ескимологије је полако почела да се појављује. Прве академске студије о Јупик Ескимима су нагињале ка генерализацији свих ескимских култура да су хомогени и неизмењене.
Иако су лична искуства дошљака који су посетили Ескиме била основа раних истраживања, до средине 20. века археолошка истраживања на југозападу Аљаске омогућиле су научницима да проучавају ефекте спољнотрговинске робе на материјалну културу Ескима у 19. веку. Такође, преводи релевантних часописа и докумената руских истраживача и руско-америчке компаније дају ширину изворној бази. Прве етнографске информације о Јупицима из Јукон-Кускоквима забележио је руски истраживач поручник Лавренти Загоскин током истраживања за руско-америчку компанију 1842-1844
Прве академске студије културе југозападних аљаских Ескима су почеле тек крајем 1940-их. То је делом због недостатка документације на енглеском језику, као и конкуренције у области других предметних области. Амерички антрополог Маргарет Лантис (1906.006.) објавила је  Социјалну културу Нунивак Ескима  1946 и то је био први потпуни опис свих аутохтоних група Аљаске. Започела је "Аљаски ескимски Церемонијализам" (1947) као широку студију аљаских Ескима. Џејм В. ВанСтоун (1925—2001.), амерички антрополог културе и Вендел Х. Освалт били су међу најранијим научницима који су се бавили значајним археолошким истраживањима у региону Јупика. ВанСтоун описује етнографски приступ културној историји у делу "Ескими реке Нушагак: етнографска историја" (1967). Вендел Освалт је објавио свеобухватну етнографску историју Јукон-Кускоквим делта, најдужи и најсвеобухватнији рад на историји Јупика до данас у "Стидљив не више: Етноисторијат аљаских Ескима, 1778-1988" (1988). Ан Финап-Риордан (рођена 1948.) почела је да пише о Јукон-Кускоквим Ескимима 1980.их година; она је спојила јупичке гласове са традиционалном антропологијом и историјом на јединствен начин.
Историографија западне Аљаске има неколико научника који доприносе писању о Јупицима. Харолд Наполеон, амерички индијски старешина из залива Хупер, представио је занимљиву претпоставку у својој књизи "Јујарак: пут људског бића" ( 1988). Још више у научном стилу, начини третирања културних промена се могу наћи у Оскар Каваглијевој "Филозофија Јупика: пут ка екологији и духу" (2001), који се фокусира на пресек западних и традиционалних вредности Јупика.

## Јујарак
Yuuyaraq или Начин живота је термин Јупика за начин живота вредан једног људног бића. Израз обухвата интеракције са другима, егзистенцију или традиционално знање, околину или традиционално еколошко знање и психолошку равнотежу.
Јујарак је дефинисао правилан начин размишљања и говорио о свим живим стварима, посебно о великим морским и копненим сисарима на којима се заснива исхрана Јупика, одећи, уточишта, алатима, кајацима и друге потрепштинама. Велика морска створења била су осетљива. Веровали су да могу да разумеју људске разговоре и захтевала су и добијала поштовање. Јујарак је прописао правилан начин лова и риболова и правилан начин руковања свим рибама и дивљачима које је ловац могао да ухвати, не би ли частили и умирили духове и одржали складан однос са рибом и дивљим животињама. Иако неписан, овакав начин се може упоредити са Мојсијевим законима јер се бавио свим аспектима живота човека.

### Старешине
Старешине домородачких народа Аљаске (теганек једнина, теганрек двојина и теганрет множина на јупијатском, тегнек једнина, тегнерек~ тегенрек двојина и тегнерет~ тегенрет множина на купијском и такнелуг на купигском) су високо цењени старији људи. Старешина је дефинисан као особа која је живела продужени живот, одржава здрав начин живота и има богатство информација о култури и знање. Старешина има стручност засновану на знању и пружа консултације заједници и породици када је то потребно. Традиционално, знање се преноси од старијих до младих казивањем прича. Наукакан је лекција или подсетник којим млађа генерација сазнаје из искуства старијих..
Теганек потиче од јупијатске речи теге- што значи "бити тешко; да буде тешко". Васпитање Јупика је другачије од западњачког васпитања. Васпитање и ауторитет у оквиру одгојне праксе деце Јупика има у основи поштовање према деци.
Недавно су старешине позване да присуствују и учествују на националним конференцијама и радионицама. Старешине у боравиштима је програм који укључује старешине у наставу и изради наставних планова и програма у формалном образовном окружењу (често универзитет) и има за циљ да утиче на садржај курсева и начин на који се предмети подучавају.

## Друштво

### Сродство
Јупичко сродство заснива се на ономе што је формално класификовано у академији као ескимско сродство или линеарно сродство. Овај сроднички систем је двостран и основна социјална јединица састоји се од две до четири генерације, укључујући родитеље, потомке и родитеље родитеља. Терминологија сродства у друштвима Јупика показују тип друштвене организације са двоструком пореклом и са терминологијом рачвастог спајања рођака. Двоструко порекло обезбеђује сваком појединцу јединствени скуп рођака или родитеља: неки рођаци чланови очеве рођачке групе, а неки од мајке и са родбионом сво четворо баба и деда који су подједнако повезани са појединцем. Паралелни рођаци се називају и дефинишу истим појмовима као браћа и сестре, а унакрсни рођаци се разликују. Родитељи договорају бракове. Друштва Јупика (регионалне или социотериторијалне групе) су показала да имају групу организацију која се карактерише обимним двоструким структуираним сродством са мултифамилијама које се спајају једном годишње.

### Вођство
Јупици у зимском периоду стварају веће насеље како би искористили групне активности за лакше преживљавање. Села су организована на одређене начине. Културна правила сродства служе за дефинисање односа међу појединцима групе. Села су се кретале у величини од само два до више од десетак кућа (прављене од бусенова траве) (ена) за девојке и жене, једна (или више у већим селима) каскик за дечаке и мушкарце и складишта.

### Руководство
Раније су виши социјални статус постизали успешни ловци који су могли да пруже храну и кожу. Успешне ловце су сматрали лидерима друштава. У случају да нема званично признатих лидера, формирано би било неформално руководство или дато мушкарцима који су имали титулу "Нукалпиак" ("човек у јеку, успешни ловац и добрар снабдевач"). "Нукалпиак" или добар снабдевач је био човек од великог значаја у селу. Овај човек се пита за било коју ствар од велике важности која утиче на село уопште, нарочито у одређивању учешћа на церемонијама Кевгик и Итрукар. Он је главни дародавац тих церемонија и снабдевач помоћи сирочади и удовица.
Положај нукалпиака није био упоредив са умиаликом (капетан китова) на северу и северозападу Аљаске код инупијатских Ескима. Капетан је имао моћ да прикупи вишак села и велики део основне производње чланова породице и да га затим редистрибуира.

### Пребивалиште
Традиционално су зими Јупици живели у полуотвореним подземним кућама, где су једне биле за мушкарце, а друге за жене (са децом). Мушкарци су живели заједно у већој заједничкој кући ("казгик"), док су жене и деца живели у мањим дрвеним кућама ("ена"). Иако су мушкарци и жене живели одвојено, имали су много интеракција. У зависности од села, "казгик" и "ена" су могли бити повезани тунелом. И казгик и ена су служили и као школа и радионица за младе дечаке и девојчице. Међу Акулмиутом, резиденцијални обрасци одвојених кућа за жене и децу и једне резиденције за мушкарце и дечаке, задржали су све до 1930. године.
Женска кућа или Ена (ена једнина, нек двојина, нет множина на јупијатском, ена једнина, енет на чупијатском и ена на чупигском) била је индивидуална или полујавна мања кућа. Изгледале су слично са казгиком, али су биле само упола мање у величини. Жене и деца живе у кућама које су служиле као резиденција за две до пет жена и њихову децу. Подизање деце је била одговорност жена док млади момци не би напустили кућу да би се придружили другим мушкарцима у казгику како би научили дисциплину и вештине лова и градње. Ена је такође служила као школа и радионица за младе девојчице, где су могле научити уметност и занат шивења коже, припрему хране и остале важне вештине преживљавања.
Мушка кућа или Казгик ( кашиги, казги, кашим, кажим или казин у старој литератури; казги ~ казгикједнина, казгик двојина, казгит множина на јупијатском, кајгик једнина, кајгит множина на чупијатском, кијар на чупигском) је већа јавна кућа од бусевова траве. Казгик се употребљава и насељен је од новембра до марта. У казгиима су смештени сви одрасли мушкарци у заједници и мушка омладинаа од седам година па навише. Жене припремају оброке у својим кућама па их мушкарцима носе младе жене и девојке.
Казгик је служио као школа и радионица за младе дечаке, где су могли научити уметност и занат за израду јупичких маски, алата и конструкцију кајака. То је такође било место за учење ловачких и риболовачких вештина. Понекад су мушкарци ппавили сауне, где су ватра и врело камење производили топлоту за чишћења тела. Дакле, казгик је био резиденција, купатило и радионица за све осим најмлађих чланова заједнице који су и даље живели са својим мајкама. Иако није било формално признатих лидера или канцеларија, мушкарцима и дечацима су додељивана одређена места у оквиру казгика који би истицао чин по старости и пребивалишту. Казгик је био церемонијални и духовни центар за заједницу.
У првобитним селима, све церемоније (и плес) и окупљања (у оквиру једног и између више села једне териротије и међу суседним групама) су одржаване у казгику. Почетком 20. века, црквене службе су одржаване у казгицима пре него што су цркве изграђене. Практично све службене активности унутар групе и између група и села и између сељана и неприпадника Јупика (као што су рани мисионари) су спровођене у казгицима.
Јупик Ескими нису живели у иглоима или снежним кућама. Северни и северозападни аљаски инупијатски Ескими су градили снежне куће за привремени смештај током зимских ловних путовања. Реч игло значи кућа на инупијатском. Ова реч је инупијатска сродна реч јупиатској речи  нгелу  ("дабров брлог, даброва кућа"), јер је личила на њу по облику.

### Регионалне групе
Друштва Јупика на југозападу Аљаске (регионалне или социотериторијалне групе), попут оних код Инупијата северозападне Аљаске, разликовала су се по територији, обрасцима говора, детаљима одеће, годишњим циклусима и церемонијалном животу.
Пре и током средине 19. века, у време руског истраживања и присуства на том подручју, Јупити је организовани у најмање дванаест, а можда и двадесет, територијално различитих регионалних или социотериторијалних група (њихова имена се налазе на крају речи  -муте  постбазе која означава "становнике ..." повезана сродством - одатле је јупијатска реч  тунгелкукелрит , што значи "они који деле претке (су повезани)". Ове групе су укључивале:
- Уналирмуит (Уналигмуит), насељавају подручје Нортон Саунда.[30][31][32] Име произилази из јупијатске речи Уналик, који означава Јупике из подручја Нортон Саунд, посебно северних обалских села Елим и Головин и јужне обале села Уналаклит и Свети Михаел. Уналирмиут су говорили уналички субдиалект Јупика Нортон Саунда.[33]
- Пастулирмуит, су живели на реци Јукон.[30] Име потиче од пастулик, назив напуштеног села јужног у Нортон Саунду у близини данашњег села Котлик. Име села долази од корена пасте која значи постати постављена у положај (на пример, дрво које је ветар искривио).[33] Пастулирмиути су говорили котлички субдијалекат Јупика Нордон Саунда, а такође се називају писалрит (певају писалрие).[33]
- Куигпагмиут (Икогмиут), насељавају доњи ток реке Јукон.[30][32] Име потиче од Куигпак, што знали "велика река", јупијатско име за реку Јукон.[33]
- Мараиармиут (Марармуит, Мармиут, Магемиут), насељавају Скамон Беј.[30][31][32] Име потиче од Марајак, јупијатско име за Скамон Беј, који на другу страну потиче марак, што значи "мочварна, блатна равница". Марармут потиче од исте речи, означава равничарске становнике између ушћа Јукона и острва Нелсон.[33]
- Аскинармиут насељавају подручја данашњих села Хупер Беј и Чевак.[30] Аскинармиут је старо име за село Хупер Беј.
- Калуиармиут (Каиалигамиут, Каиалигмиут), насељавају острво Нелсон.[30][31][32] Име потиче од "Калуиак" јупијатско име за острво Нелсон, који потиче од "калу", што значи "мередов".[33] У Калуиак постоје три села. То су села Токсук залив, Најтмјут, Тунунак.
- Акулмиут, насељавају тундру или простор "Великог језера" северно од Кускоквим реке.[30][31] Име описује народ који живи у тундри — супротно од оних који живе поред обале мора или великих река, као што су у данашње време села Нунапичук, Касиглак или Атмаутлуак.[25] Име потиче од акула што значи "средњи пресек", "простор између" или "тундра".[33]
- Канинермиут, насељавају простор на доњој обали Беринговог мора са обе стране Кускоквим Беј, укључујући подручје северно од увала где су данашња села Чефорнак, Кипнук, Конгиганак, Квигилингок која се налазе јужно од залива где се налазе села и Ик и Квинхагак (Гудњуз Беј?).[30][31][32] Име потиче од "канинек", што значи "нижа обала", а што потиче од корена речи "кани" и значи "подручје поред".[33]
- Нунивармиут (Нунивармиут, Нунивагамиут), насељавају острво Нунивак.[30][31] Име потиче од Нунивак, име за острво на централно јупијатском дијалекту.[33] На нинувачкочупигском, острво се зове Нунивар док се народ назива Нунивармиути.[34]
- Кускуквагмиут (Кусковагамиут), насељавају доњи и средњи ток Кускоквим реке.[30][31][32][35] Име потиче од "Кускуквак", име за реку Кускоквим, а можда значи и "велика ствар (река) са малим протоком".[33] Кускуквагмиути се могу даље поделити у две групе:
  - Унегкумиут насељавају доњи ток Кускоквима испод Бетела до ушћа у Кусковким Беј.[32][36] Реч потиче од унегкут, што значи "они у низу";[33] стога, "низводни људи".
  - Киатагмиут насељавају унутрашња подручја у горњим дренажама Кусковким, као што су: Нушагак, Вуд и Квичак река дренаже.[30][31][32][35] Реч потиче вероватно из "киани", што значи "изнутра" или "узвишење"[33] стога, "узводни људи". Киатагмиути су живели на копну дуж дренаже реке Кускоквим на местима од садашњих локација Бетел до села Врана и близине руског стражаског постројења Колмаковски Редаут из 19. века. До средине 19. века многи Киатагмиут су се преселили дренажне делове реке Нушагак.[37]
- Туиуриармиут (Тогиагамиут), насељавају простор Тогиак реке.[31][32][35] Реч потиче од Туиуриак, јупијски назив за село Тогијак.[33]
- Аглурмиут (Аглегмиут), насељавају област око Бристол Беја дуз низводних обала реке Нушагак и северног дела Аљаског полуострва.[30][31][32][35] Реч потиче од аглук, што значи "централна греда структуре".[33]

Јупици су били номади, али су обиље рибе и дивљачи у Јукон-Кусковим делти и Беринговом мору омогућили много стабилнији начин живота од оног који су имају Инупијати. У нормалним условима није било потребе за међурегионалним путовањима, пошто је свака регионална група имала довољно средстава на својој територији да би била потпуно самоодржива. Међутим, флуктуације популације животиња или временски услови понекад су захтевали путовања и трговину између региона.

## Економија

### Ловци-сакупљачи
Домовина Јупик Ескима је Дфц климатски тип субарктичке тундре. Земљиште су углавном равна тундра и мочварна подручја. Простор покрива око 100.000 квадратних миља, што је око 1/3 Аљаске. Њихове територије се налазе на 5 различитих од 32 екорегиона Аљаске.
Пре контакта са европским народима, Јупици су као и остале ескимске групе били полуномадски ловачко-сакупљачки народи, који су се сезонски кретали током целе године по добро установљеној територији морских и копнених сисара, риба, птице, јагодичастог воћа и других обновљивих извора. Економија Јупик Ескима је мешовити новчани систем, као и друге савремене "трбухом за крухом" економије на Аљасци. Комерцијални риболов на Аљасци и методе хватања контролишу спољни фактори.
На обали, у прошлости као и у садашњости, када се разговара о лову, то је почетак који дефинише човека. НА јупијатском, реч анкун (човек) долази из корена ангу (да ухвати после јурења, ухватити нешто за јело) и значи, буквално, справа за јурење.
Југозападна Аљаска је једна од најбогатијих подручја на Пацифику у свету, са највећим комерцијалним рибњаком лососне рибе у Бристол Беју.
| Ресурс                                 | Јан | Феб | Мрр | Апр | Мај | Јун | Јул | Авг | Сеп | Окт | Нов | Дец |
| -------------------------------------- | --- | --- | --- | --- | --- | --- | --- | --- | --- | --- | --- | --- |
| Хватање краљевског лососа              |     |     |     |     |     |     |     |     |     |     |     |     |
| Хватање црвеног лоса                   |     |     |     |     |     |     |     |     |     |     |     |     |
| Хватање сребрног лососа                |     |     |     |     |     |     |     |     |     |     |     |     |
| Хватање салвелинуса                    |     |     |     |     |     |     |     |     |     |     |     |     |
| Хватање слатководних риба              |     |     |     |     |     |     |     |     |     |     |     |     |
| Хватање Osmeridaeа                     |     |     |     |     |     |     |     |     |     |     |     |     |
| Хватање штуке                          |     |     |     |     |     |     |     |     |     |     |     |     |
| Хватање осталих слатководних риба      |     |     |     |     |     |     |     |     |     |     |     |     |
| Лов на лоса                            |     |     |     |     |     |     |     |     |     |     |     |     |
| Лов на карибуа                         |     |     |     |     |     |     |     |     |     |     |     |     |
| Лов на браон медведа                   |     |     |     |     |     |     |     |     |     |     |     |     |
| Лов на обичну фоку                     |     |     |     |     |     |     |     |     |     |     |     |     |
| Лов на брадату и прстенасту фоку       |     |     |     |     |     |     |     |     |     |     |     |     |
| Лов на морског лава                    |     |     |     |     |     |     |     |     |     |     |     |     |
| Лов на северноамеричко бодљикаво прасе |     |     |     |     |     |     |     |     |     |     |     |     |
| Лов на аљаског и америчког зеца        |     |     |     |     |     |     |     |     |     |     |     |     |
| Клопкарење дабра                       |     |     |     |     |     |     |     |     |     |     |     |     |
| Клопкарење видри                       |     |     |     |     |     |     |     |     |     |     |     |     |
| Клопкарење риђих лисица                |     |     |     |     |     |     |     |     |     |     |     |     |
| Клопкарење арктичких текуница          |     |     |     |     |     |     |     |     |     |     |     |     |
| Клопкарење других крзнара              |     |     |     |     |     |     |     |     |     |     |     |     |
| Лов на патке и гуске                   |     |     |     |     |     |     |     |     |     |     |     |     |
| Лов на снежне коке                     |     |     |     |     |     |     |     |     |     |     |     |     |
| Сакупљање птичјих јаја                 |     |     |     |     |     |     |     |     |     |     |     |     |
| Сакупљање шкољки                       |     |     |     |     |     |     |     |     |     |     |     |     |
| Сакупљање бобичавог воћа               |     |     |     |     |     |     |     |     |     |     |     |     |
| Скупљање траве кошаром                 |     |     |     |     |     |     |     |     |     |     |     |     |

### Трговина
У Ноуму и Бревиг Мишону, заједница Инупијата је имала тенденцију да тргује са другим заједницама на северу у местима: Шишмареф, Котзебуе и Појнт Хоуп. Заједнице Јупика у (Елиму, Стебинсу и Сеnt Мајклу) су имале тенденцију да тргују са јупичким заједницама на југу у местима: Котлик, Емонак, Моунтаин Вилиџ, Пилот Стејшон, Сент Марија из Кусилвак пописне области.

### Транспорт
Традиционално се превоз одвијао санкама са псима (на копну) и кајацима (на води). Лов морских сисара и риболов у области Беринговог мора одвијао како малим затвореним чамцима под називом "кајак" тако и већим отвореним чамцима под називом "умиак". Кајаци су коришћени чешће од умијака. Традиционално, кајакаштво и умијачење су служили као превоз и у лову на води. Санке са псима су идеалан копнени превоз. Лети се иде пешке компном, а зими или на санкама или ципелама за снег. Само мали локални путни системи постоје у југозападној Аљаској. Тек неколико суседних села је повезано путевима. Данас је вожња снегомобилом кључна компонента зимског транспорта, а ледени пут поред реке Кускоквим се користи као магистрални пут за сувоземна возила.
Кајак (кајак једнина, кајак двојина, кајат множина на јупијатском и чупијатском, кајар ~ кај'ар једнина, кај'аг двојина, кај'ат~ кас'ит множина на чупигском, од рећи кај- што значи "површина; врх") је мали уски затворени чамац покривен кожом и први пут су га користили Ескими. Јупици су користили кајаке за лов на туљане, риболов и генерално за превоз. Јупици сматрају да је кајак најцењенија ствар коју неко може поседовати. Традиционално, кајак је био најцењенија ствар јупичког ловца и симбол мушкости. Брз је и лак за маневрисање, способан за пловидбу, лаган и јак. Кајак је направљен од дрвене грађе, прекривен кожом морских сисара и ушивене тетивама других животиња. Јупички кајаци су познати из најранијих етнографских извештаја, али тренутно нема преживелих кајака Јупика оригиналних величина из периода пре контакта са западњацима. Кајак Јупика из Нортон Соунда/Хупер Беја се састојао од 5-6 кожа младих туљана разапетих око дрвене кондтрукције чамца. Канинермиутски стил јупичких кајака, који се користи у областима Квигилингок и Кипнук, има ознаке зуба у дрвету кружног отвора и са кружним отвором, направљеног од стране градитеља док су савијали и закривали дрвену грађу.
Кајакашки подупирачи или подупирач кабине (ајапервик (јд.), ајапервиик (дв.), ајапервиит (мн.) или ајаперјарак (јд.), ајаперјарат (мно.), на јупијатском или чупијатском, ајапервиг на чупигском) су горњи делови центрирани са стране чамца и користе се као подршка док се излази из кајака. Служе да би спречило да особа падне док улази и излази из кајака. Сви кајаци су имали ајапервик. На слици се види један подупирач са женским намрштеним лице. Можда је друга страна имала мушкарчево насмејано лице.
Умиак отворени кожни чамац или велики кожни чамац (ангјак (јд.), ангјак (дв.), ангјат (мн.) на јупијатском или чупијатском, анјар на чупигском) је већи широки отворени чамац покривен кожом.
Сакне са псима (икамрак (јд.), икамрак (дв.), икамрат (мн.) на јупичком или чупијатском, камаук на Јукону и Уналик-Пастулик јупичком, икамраг, камауг на чупигском. Често иду по два за једну санку) су древна и распрострањена превозна средства ескимских народа, али када су дошљачки трговци и истраживачи крзна први путовали реком Јукон и другим унутрашњим регионима средином 19. века, приметили су да само јупијатизовани Атабаскани, укључујући и Којуконе, Дег Хитане и Холикачуке, користе псе на овај начин. Оба ова народа су вероватно научила ову технику од својих инупијатских или јупичких ескимских комшија. Нејупијатизовани Атабаскани, укључујући Кучине, Танане, Ахтне и други Атабаскани су вукли своје санке и тобогане руком, користећи псе само за лов и као товарне животиња.

## Култура
Јупичка култура је једна од 5 културних група Аљаске.
Пикириараит културни центар Јупиата је непрофитни центар културе Јупика који је смештен у Бетелу близу Кускоквим кампуса аљаског Феирбанкс Универзитета и градске канцеларије. Мисија центра је да промовише, чува и развија традицију Јупика кроз традиционалне и нетрадиционалне уметничке форме, укључујући уметност и занате, предстаљање уметности, образовање и јупички језик. Центар такође подржава локалне уметнике и предузетнике.

### Језик и књижевност

#### Језик
Језик Јупика је један од четири или пет јупичких језика огранка фамилије ескимско-алеутских језика. Јупици су највећа етничка група на Аљасци и језик говори највећи број људи међу свим аутохтоним групама народа Аљаске. Јупички, као и сви језици Ескима, је суфиксни језик састављен од самосталних и глаголских основа којима је додата једна или више постбаза или енклитика да означе особине као што су број, случај, особу и положај. Категорија бројева разликује једнину, множину и двојину. Јупички нема категорију рода и члана. Јупички правопис који се данас среће је развијен 1960.их година на Феирбанкс Универзитету од стране локалних говорника јупичког језика у сарадњи са лингвистима. Међу 25.000 јупучких становника има 10.400 говорника јупичког језика, а језик је угрожен од 2007. године, према подацима аљашког центра за аутохтоне језике.
То је јединствен, јасно дефинисан језик (сада се зове Јупички, Јупикски или Чупички) са дијалекатским континуумом са пет великих дијалеката: изумрли егегички (Аглегмуит-Тарупиачки) и живећи нортон-саундски или уналик-пастулички дијалекат (два поддијалекта: уналички и котлички), опште централнојупички дијалекат (седам поддијалеката: са Нелсон острва и Стебинса, Нушагак реке, Јукон реке и доњег Јукона, Горњег и средњег Кускоквима, Илиамна језера, Дољег Кускоквима и Бристол Беја), хупербејачко-чевашки дијалекат (два поддијалекта: хувербеј-јупички и чевакчупички) и нунивакчупигски дијалекат. Дијалекат са Нунивак острва (чупигски) је различит и веома дивергентан од копнених јупичких дијалеката.
| Групе Јупика           | популација | говоре | не говоре |
| ---------------------- | ---------- | ------ | --------- |
| Општи централни Јупици | 13,702     | 9,622  | 9,080     |
| Уналик-Пастулик        | 752        | 508    | 244       |
| Хупер беј-Чевак        | 1,037      | 959    | 78        |
| Нунивак                | 153        | 92     | 61        |

| људи и језик     | популација 1980. / говоре и постотак | популација 1992. / говоре и постотак | вијабилост 1992                                                                                                   |
| ---------------- | ------------------------------------ | ------------------------------------ | --- |
| Јуити            | 1.000 / 1.050 95%                    | 1.000 / 1.050 95%                    | говори га већина или сви одрасли, као и сва или већина деце                                                       |
| Централни Јупици | 17.000 / 14.000 80%                  | 18.000 / 12.000 67%                  | говорила већина или сви одрасли, као и сва или већина деце; говорила већина одраслих, али не и већина деце        |
| Инупијати        | 12.000 / 5.000 40%                   | 13.000 / 4.000 31%                   | говори га већина одраслих, али не већина деце и говоре га само старији људи (углавном они изнад 50 година живота) |
| Алутити          | 3.000 / 1.000 33%                    | 3.100 / 600 19%                      | говори га већина одраслих, али не већина деце и говоре га само старији људи (углавном они изнад 50 година живота) |
| Алеути           | 2.200 / 700 35%                      | 2.100 / 400 19%                      | говори га већина одраслих, али не већина деце и говоре га само старији људи (углавном они изнад 50 година живота) |

#### Образовање
Јупички језик није био писани језик све до доласка Европљана, Руса, почетком 19. века. Пренос знања и учење пре доласка Европљана међу Јупицима се традиционално одвијао усменим путем, без писане историје или писаног језика. Деца су учена о начиниома преживљавања, култури и друштвеним системима кроз приче, легенде, играчке и примере понашања.
Прве школе за домородачку децу су биле углавном црквене школе руских православних мисионара на Аљасци током руске контроле (1799—1867), а тек након 1890. језуити и моравци су дозволили употребу домородачких језика у настави у школама. Међутим, у 1880-их, пресбитеријански мисионар Шелдон Џексон (1834—1909) је започео политику забране матерњег језика у мисионарским школама којима је руководио. Када је постао амерички повереник за образовање, он је предложио политику забране кориштења старог језика у свим школама у Аљаски. Ова политика је ступила на снагу 1910. године. Од тог периода до доношења Закона о двојезичном образовању 1968. године, деца у школама у Аљаској су трпела ужасан третман због говора матерњег језика у школама.
Седамнаест јупичких села је усвојило локалне основне двојезичне програме до 1973. године. У осамдесетим и деведесетим, наставници Јупика постали су све више умрежени међу сеоским јединицама. Од почетка деведесетих до почетка века, ученици из јупичких села као и млади у другим местима, постали су повезани интернетом и почели су да формирају "Јупичку мрежу широм света". Кроз Фејсбук и Јутјуб, млади стварају нове социјалне мреже и мултимодалне способности.
Мултилингвизам је данас на Аљасци још увек прилично чест, нарочито код Индијанаца који говоре енглески језик поред сопственог језика. Све сеоске школе финансира држава Аљаска. Школски окрузи подручја Јупика:
- Школска област доњег Јукона. Образовање на енглеском и јупичком се одвија у овим школама: "Алаканук, Емонак, Хупер Беј, Меморијал Игнатиус Бинс, Котлик, Маршал, Пилотска станица, Питкас Поинт, Руска мисија, Скамон Беј, Шелдон Поинт".[58]
- Школска област доњег Кускоквима. У овим школама се настава одвија двојезично на енглеском и на јупичком: "Атмаутлуак, Акиук-Касиглук, Акула-Касиглук, Ајапрун, БАБС школа, Бетел средња школа, Чефорнак, ИК, Гудњуз Беј, Гладис Јунг, Кипнук, Конгиганак, Кветлук, Квигилингок, МЕ школа, Мекориук, Напакиак, Напаскиак, Невток, Нигтмуте, Нунапитчук, Оскарвиле, Платинум, Куинхагак, Токсук Беј, Тунтутулиак, Тунунак,[59]
- Школска област Јупиита. У овим школама се обавља двојезично образовање на енглеском и на јупичком: "Акиачак, Акиак, Тулуксак"[60]
- Школска област Кашунамуита налази се у селу Чевак. Енглески и чевачки су део двојезичног образовања ове школе.[61]
- Школска област Куспука. У овим школама се врши двојезично образовање на енглеском и јупичком: "Доњи Калскаг, Калскаг, Аниак, Чуатбалук, Крукед Крик, Ред девил, Слитмуте, Стони Ривер".[62]
- Школска област југозапада. У овим школама се врши двојезично образовање на енглеском и јупичком:  Алекнагик, Каркс Поинт, Еквок, Колиганек, Манокотак, Њу Стујахок, Тогиак, Твин Хилс [63][64]

#### Књижевност
Јупичко усмено преношење прича је најчешће подељено у две категорије: Кулират (легенде) и КаНемцит (историјске приче). У тој класификацији, то је оно што је у западној (европски) традицији означено као мит или [[бајка]) је "кулирак", а лични или историјски наратив је "канемкик".
- Традиционалне легенде (кулирак (јд.), кулират (мн.) на јупичком и чупичком и кулирер на чупигском) су традиционалне јупичке легенде или митске приче које су пренете са генерације на генерацију и често имају натприродне елементе. Ове традиционалне приче које су усмено пренесене укључују измишљене, митске, легендарне или историјске ликове или животиње које имају људске карактеристике су причане зарад забаве и учење. Јупичке породичне легенде (илакелрит кулираит) су усмене приче које пренесене кроз генерације унутар одређене породице.
- Историјске приче (канемкик (јд.) канемкит (мн.) или каНемци, каламкик, калангсак на јупичком и чупичком, каненгски, унинкангси на чупигском) су лични и историјске јупичке приче који се могу приписати појединачном аутору, иако је он или она заборављена.

Приче које су претходне генерације Јупика чуле у казгију се сматрају делом живота у лову, путовањима, дружењу, припреми хране, поправљању алата и преживљавање од једне до друге сезоне. Јупичке усмене приче ("кулират" и "канемкит") приповедача ("кулирарта") су уграђене у многе друштвене функције друштва.  Јаруилта  су традиционалне приче и заједничка активност младих девојака и које причају деца свих узраста у јупичким земљама. Ове приче су илустроване фигурама које су скициране на блату или снегу са церемонијалним ножем. Те приче имају име "ножна прича или прича ножа" (јаруин, саруин, атекнгуин, кулирангуарсун  на јупичком,  кукгутак  на чупичком,  игаруарун  на чупигском). Ножеви који се користе за скицирање су направљени од дрвета (екуак) или кљове моржа или кости рога ирваса (кирункарак ). У јупичкој традицији приповедања, важан аспект традиционалних прича је да сваки слушалац може лично разумети значење мотива из исте приче.

### Уметност
Јупички Ескими традиционално украшавају све своје предмете и алате, чак и оне који имају најмању функцију. Традиционално се скулптуре не праве у декоративне сврхе. Најпопулартнији уметнички израз аласке домородачке уметности су јупичке маске. Они праве најчешће церемонијалне маске, које се после церемоније уништавају. Користе се да носиоцу маске донесу срећу и успех у лову. Други облици уметности су прављење јупичке гардеробе и прављење играчака.

#### Одећа
Традиционални систем одевања који су развили и користили Ескимски народи је најефикаснија одећа за хладно време која је до сада развијена. Одећа Јупика је изгледала релативно лагано. Шивење коже је уметност којој се одликују жене и неки млађи мушкарци. Жене праве одећу и обућу од животињских кожа (нарочито коже и крзна морских и копнених сисара користе за прављење бунда и осталих комада крзнене одећу, а понекад се користе коже птица и риба), спојених помоћу игала направљених од животињских костију, кљововаче и костију птица и конаца направљених од других животињских производа као што је тетиве. Полумесечасти женски нож "улу" се користи се за обраду и сечење коже за одећу и обућу. Жене највише користе коже карибуа и туљана за правњење одеће. Енглеске речи куспук (парка, покривач) и муклук (кожне чизме) потичу од јупичких речи каспек и маклак. Пре доласка руских продаваца крзна (промишленици), ирваске и даброве коже су коришћене за традиционалну одећу, али су касније Ескими били наговорени да продају већину крзна и замене произведене материјале. Свакодневни функционални предмети као што су кожне рукавице, муклуци и јакне су одевни предмети који је најчешће праве данас, али су елегантне парке (аткупиак) старих времена сада ретке. Данас многи Јупици носе модерну, западњачку одећу.

#### Маска
Јупичке маске (кегинакук и непкетак на јупичком и агају на чупигском) су експресивне шаманске ритуалне маске. Један од најпопуларнијих облика уместности аљаских домородаца су маске. Маске се веома разликују, али се одликују иновативношћу. Обично су направљене од дрвета и обојене са пар боја. Јупичке маске израђују мушкарци и жене, али су их углавном дељу мушкарци. Оне најчешће праве за церемоније, али се традиционално уништавају након употребе. После првог контакта са хришћанима крајем 19. века, плес под маскама је полако нестајао, а данас се не практикује ни у једном селу.
Национални музеј америчких Индијанаца, у склопу Смитсонијан Института, обезбедио је фотографије церемонијалних маски Јупика које је прикупио Адамс Холис Твичел, истраживач и трговац који је путовао Аљаском током номске златне грознице, тек придошле "забаве" у Кускоквим и Бетел почетком 1900-их.

#### Музика и плес
Јупички плес је традиционална плесна форма ескимског стила који се изводи уз песмуи на јупичком језику. Округли бубњеви направљени од коже стомака туњана се свирају са дрвеним штаповима. И мушкарци и жене кореографишу плесове и певају у пратњи. Типично су мушкарци напред и клече, а жене стоје иза њихових леђа. Бубњари су у самој позадини плесне групе. Јупици користе накит за руке (прстне маске или маскете, тегумиак) како би нагласили и преувеличали покрете руку. Плес игра важну улогу у социјалном и духовном животу заједнице. Традиционално плесање у казгику је заједничка активност у јупичкој традицији. Мајке и жене доносе храну у казгик (мушка кућа) где би се придружиле вечери церемонијалног певања и плеса. Маска је била централни елемент у церемонијалном плесу. Постоје плесови за забаву, друштвена окупљања, размену добара и као захвалнице. Јупички начин плеса (јурариарак) обухвата шест основних кључних ентитета идентификованих као: киулиат (преци), ангалкут (шамани), кауиак (бубањ), јуарукиарак (структуре песама), јураркутет (краљевске повластице, регалије) и јурарвик (место плеса). Јурак се користи за означавање регуларног плес Јупика и Купига. Такође, јурак се бави понашањем животиња и ловом на животиње, али се подсмева појединцима. Израз за наслеђени плес је јурапик или јурапиак (лит. "прави плес"). Плес ескимски предака су забранили хришћански мисионари крајем 19. века. Фестивал Кама плес је културна прослава која је започела средином осамдесетих година 20. века, са циљем да окупи плесаче из одвојених и удаљених ескимска села и да поделе своју музику и плес. Сада постоје многе плесне групе које изводе ескимске плесове на Аљасци.

### Јупички плесни фестивал
Сваке године, Инупијати из Калуиака (острво Нелсон) и околних села се сакупљају сваког викенда у сваком селу. Свако село угошћује јупичке плесне групе које називају фестивалом Јурарпак.
Келутвиак је виолина са једном жицом или лаута коју свирају Јупици на острву Нелсон.
Бубњеви зиме (1977) или уксум каујаи је етнографски документарац о култури Јупика, који се првенствено фокусира на плес, музику и традиције у заједници Ескима места Емонак на Аљасци.

### Лутке и игре
Ескински јо-јо

#### Лутка
Јупичке лутке (југак, ирниаруак, сугак, сугаруак, сугуак  на јупичком,  кугак, кугаруак  на чупичком,  кукунгуар  на чупигском) су обучене у традиционалном ескимском стилу и намењене су да заштити корисника од хладног времена и често су направљена од традиционалних материјала добијених сакупљањем хране. Лутке за играње су направљене од кљововаче, дрвета, костију и могле су бити од једног до дванаест центиметара у висину. Неке људске фигурине су користили шамани. Лутке су посредовале у транзицији између детињства и одраслог доба у шаманизму Јупика.

### Исхрана
Јупичка кухиња се заснива на традиционалним намирницама за исхрану добијених из лова, риболова или сакупљања бобичавог воћа. Регион Јупика богат је птицама, рибама и морским и копненим сисарима. Обална насеља се више ослањају на морске сисаре (туљани, моржеви, белуга кити), многе врсте риба (пацифички лосос, харинга, риба лист, пастрмка, манић, аљаска црна риба), шкољке, ракове и морске алге. У насељима на копну се више ослањају на пацифичког лососа и слатководне беле рибе, копнене сисаре (лос, карибу), миграторне птице водених станишта, птичја јаја, бобице, биљке и корени помажу у исхрани људи широм региона. Традиционалне намирнице су помешане са оним што је комерцијално доступно. Данас се око половине хране добија традиционалним начинима (лов, риболов), а друга половина се снабдева из трговачких радњи (тржишна храна, купљена храна).
Традиционални јупички деликатеси су акутак (ескимски сладолед), тепа (смрдљиве главе риба), мангтак (сланина од кита).
Издугнуто складиште је место за складиштење хране и намирница које се могу чувати на отвореном и спречавају животиња приступе овим магацинима.

#### Риба
Рибе у исхрани, поготово пацифички лосос, су врсте које су основа исхране Јупика. И рибе и рибљи специјалитети се зову нека (јд.) негет (мн.) на јупичком. Име за лососа је некпик~ некпиак (јд.) негпиит~ негпиат (мн.) на јупичком и значи “права храна”. Са друге стране, главна храна Инупијата је месо кита или карибуа (оба се зову ники на инупијатском или никипијак што значи “права храна”).
Примећено је да домороци Аљаске добијају до 97% омега-3 масних киселина кроз традиционалну исхрану.
Тепас или  смрдљиве главе  су ферментисане рибље главе краљевских и сребрних лососова. То је такође традиционална храна Јупика. Уобичајени начин њихове припреме је стављање главе рибе и црева у дрвену бачву и покривање шаторским крилом и укопавање у земљу до око недељу дана. За кратко време су пластичне кесе и канте заменили бурад. Међутим, то је повећало ризик од ботулизма, па су се Јупици вратили на традиционални начин ферментације рибљих глава.

#### Сисари
Муктук (мангтак у Јукону, чевашки назив, мангенгтак у Бристол Беју) је традиционални ескимски оброк од замрзнутих сирових делова белуга китова: (тамни епидермис) са пратећом поткожном масти.

#### Биљке
Тундра обезбеђује бобице за џемове, желее и јупички деликатес који се обично назива Акутак или ескимски сладолед.
Мишја храна (угнарат некаит) састоји се од корена различитих биљака тундре које чувају волухарице у подземним јамама.

### Фестивали
Главни фестивали су: Накакук (Фестивал бешике), Елрик (Фестивал Мртвих), Кевгик (Гозба за гласнике), Петугтак (траже се одређени објекти) и Келек (позивница).

### Религија

#### Шаманизам
Традиционално и историјски, религијски обреди Јупика и осталих Ескима се кратко могу описати као форма шаманизма базиран на анимализму. У раноисторијским периодима Ангакук је био лекар или исцелитељ и могао је бити и жена и мушкарац (ангакук (јд.), ангалкук (дв.), ангалкут (мн.) или ангалкук (јд.), ангалкуук дв. ангалкуут (мн.) на јупичком и чупичком, ангалку на чупигском) је била централна фигура јупичке религијске праксе и био је медијатор између људи и духова. Улога шамана је пре свега била лидерска, молилачка и медијаторска улога између светова човека и нељудских спиритуалних ентитета кроз музику, плес и маске. Шаманска професионална одговорност била је да одигра древне облике молитве како би затражио средства за преживљавање људи. Моћни шаман би био назван велики шаман (ангварвак).
Јупички шамани су усмеривали израду маски и компоновали плес и музику за зимске церемоније. Одређене маске су приказале основне потребе за преживљавањем које се траже у церемонијама Шамани су често дењали симболичке маске које су биле од виталног значаја за многе церемонијалне игре Јупика и ове маске представљају духове које је шаман видео током визија. Шаманске маске (непкетак (јд.) непкетак (дв.) непцетат (мн.) на јупичком) су опуномоћене од стране шамана и то су моћне церемонијалне маске које представљају шамански дух помоћи (тунрак). Шамани који су носили маске брадатог туљана, лоса, вука, орла, дабра, рибе и северног ветра који су били су праћени бубњевима и музиком.
Легендарне животиње, чудовишта и полуљуди: амикук (морско чудовиште које личи на хоботницу); амлик (огромна риба); аруларак (чудовиште идентификовано као "Бигфут"); кирунелвиалук (морско створење); кисирпак (велики црв, инглуилнгук створење које је само пола особе); инглупгаиук (са пола женског лица); ирки, иркик (створење, пола животиња и пола човека); иткирпак (велика рука из океана); кун'уник (морско створење са људским особинама виђеним на санти леда); мерик (створење које сиса крв из великог прста); милукуиули (створење које ствара камење); муруаиули (створење које тоне у земљу док хода); палрајак (створење које се креће под земљом); камуралек (са додацима за вучење); кунуник (особа која живи у мору); купуруиули (са људским женским лицем који помаже људима на мору); кук'уиак (поларни медвед); кугаарпак (мамутолико створење које живи под земљом); тенгемпак (џиновска птица); тенгмиарпак ("громовита птица"); тисик (гусеничасто створење које оставља спаљени траг); тумараиули (магични кајак); тунтуриуариук (створење које подсећа на карибуа); ујгаиаран (џин у фолклору области око Кускоквима); улуругнак (морско чудовиште које прождире китове); улигиаиули (дух који има велико ћебе, којим згрће децу која су остала до касно у ноћ играјући се игре скривања, и потом их одводи); иуилрик (вештица или дух који шета у ваздух изнад земље и нема јетру, велико чудовиште које живи у планинама и једе људе)..
Легендарни хуманоиди: алирпак мала особа; кингсик (мали људи који имају конусне капе); киулиакатук (преци идентификовани са гавраном); егакуаиак (елф, патуљак); кинединиаиаак (мали људи, за које се каже да су духови мртвих); ирцкнрак ("мала особа" или изузетна особа); тукриаиули (подземни становник који удара по површини земље).

#### Хришћанство
Јупички Ескиму на западној и југозападној Аљасци су имали дугу хришћанску историју, делом под руском православном, а делом под католичком и моравском црквом. Долазак мисионара драстично је променио живот дуж обале Беринговог мора. Веровања и начин живота Јупика знатно су се променили од доласка западњака током 19. века.
Први аутохтони Американци који су покрштени од стране руске православне цркве (касније Православна Црква у Америци) били су Алеути (Унангани) који су живели у контакту са руским трговцима крзном (промишљеници) средином 18. века. Свети Јаков Нетсветов, руско-аљашки креол (његов отац је био рус из Тоболског, а његова мајка је била Алеут са Атке), је постао свештеник православне цркве (он је први аљашки домородачки православни свештеник) и наставио је мисионарски рад св. Иносента међу својим и другим домородачким народима Аљаске. Он се преселио у руско посланство (Икугмиут) на реци Јукон 1844. и тамо служио до 1863. године. Нетсветов је измислио абецеду и превео црквене материјале и неколико библијских текстова ја јупички језик и одржавао дневне часописе.
Православну хегемонију на територији Јупика су изазвале крајем 1880-их моравска и католичка мисија.
Моравска црква је најстарија протестантска деноминација и организована је у четири провинције у Северној Америци: северна, јужна, Аљаска и Лабрадор. Моравско послаништво је први пут основано у Бетелу, дуж реке Кускоквим 1885. године. Године 1885. је успостављена моравска црква под руководством Килбакса и Џоновог пријатеља Вилијам Х. Веинланда (1861—1930) и његове супруге са столаром Ханс Торгерсеном. Џон Хенри Килбук (1861—1922) и његова супруга Едит Маргарет Ромиг (1865—1933) су били моравски мисионари на југозападу Аљаске крајем 19. и почетком 20. века. Џон Х. Килбук је био први ленапе који је био постављен за моравског министра. Они су служили Јупицима, користили њихов језик у Моравској цркви на њиховом подручју, и подржали развој система писања Јупика. Јозеф Х. Ромиг (1872—1951) је био гранични лекар и мисионар Моравске цркве и брат Едит Маргарет, који је од 1937. до 1938. био градоначелник Анчорага на Аљасци. Иако су сличности између Јупика и моравске идеологије можда помагале у почетном представљању хришћанства, такође су прикривале дубоке разлике у очекивањима.
Друштво Исуса је хришћански мушки верски састав Католичке цркве. Чланови се зову језуити. Године 1888. на острву Нелсон основана је језуитско посланство, а годину дана касније се преселило у Акулурак (Акулурак, бивша локација послаништва Св. Марије) на ушћу реке Јукон. Сегундо Лоренце (1906—1989) био је шпански језуит, филозоф и аутор који је провео 40 година као мисионар међу љЈупицима у најудаљенијим деловима Аљаске. Његова прва мисија била је у Акулураку.
Током Божића Јупици поклањају поклоне у знак покојника.

## Здравство
Упркос очигледној вестернизацији аљасканских Ескима (Јупика и Инупијата), задржали су многе своје традиционалне перцепције и одговори на животне ситуације . Од 1960-их дошло је до драматичног пораста злоупотребе алкохола, алкохолизма и пратећег насилног понашања, које је узнемирило животе породица и села и резултирало физичким и психолошким повредама, смрћу и затварањем одређених чланова заједнице или породице.
Злоупотреба алкохола и самоубиства су честа међу домороцима Аљаске. Самоубиство и злоупотреба алкохола су веома чести међу обичним руралним младим мушкарцима.</ref> Ненамерне повреде (несреће) и намерна самоповређивања (самоубиство) били су међу водећим узроцима смрти већ дуги низ година. Аутохтони народи Аљаске имају већу стопу самоубиства него остали аутохтони народи Америке. Злоупотреба алкохола и зависност су честа међу домороцима Аљаске и повезана су са високом стопом насиља и здравственим проблемима.
Алкохол и домороци: 12% смртних случајева међу америчким Индијанцима и аљашким домороцима су повезани са алкохолом. У неким континенталним индијанским племенима стопа спектра феталних поремећаја због алкохола је чак 1,5 до 2,5 на 1.000 живорођених, више од седам пута од националног просека, док је код становника Аљаске стопа поремећаја плода фетуса 5,6 на 1000 живорођених. Смртност због алкохола међу америчким индијанцима је чешћа код мушкараца и међу ндијанцима северне равнице, али су домороци Аљаске показали најмању учесталост смрти. Постојећи подаци указују на то да су смртни случајеви аљаских домородаца везане за алкохол скоро девет пута више од националног просека, а око 7% од свих смртних случајева су везани за алкохол.
Када је Аљаска постала држава 1959. године, државни закони преузели су контролу над регулацијом алкохола од федералне владе и националних заједница. Међутим, 1981. године државни законодавац је изменио закон о алкохолу како би становницима пружио широку моћ у регулацији уласка алкохола у њихове заједнице. Статути из 1986. године остали су на снази од тог времена, са релативно малим изменама у формализацији забране прављења алкохола у кућним условима.
Традиционална храна, као што су риба и морски сисари и у мањој мери шкољкасти организми, једини су значајни извори два важна типа омега-3 масних киселина под називом еикозапентаенојска киселина (ЕПА) и докозахексаенојска киселина (ДХА). ЕПА и ДХА штите од болести срца и дијабетеса. Замена дневне исхране која је ниска у мастима и висока у омега-3 киселинском саставу, које долази са западњачких тржишта повећала је ризик од кардиоваскуларних болести и дијабетеса код аљаски домородаца. Многе намернице из продавница су богате мастима, угљеним хидратима и натријум и то може довести до повећања телесне масе, високог холестерола, високог крвног притиска и хроничних болести.
Тренутно су два највећа проблема са растућом популацијом недостатак воде и канализација. Вода из река и језера више није питка као резултат загађења.

### Велика смрт
Велика смрт или Велика болест (гусерпак, лит. "велики кашаљ") се односи на пандемију грипа (инфлуенца) (светска епидемија из 1918.) Пандемија грипа из 1918. године (јануар 1918 – децембар 1920) је била неуобичајено смртоносна, прва од две пандемије које су биле изазаване вирусом типа A подтипа H1N1. Вирус је заразио 500 милиона људи широм света, укључујући пацифичка острва и острва Арктика и убио 50 до 100 милиона људи - 3-5% светске популације—making it one of the deadliest natural disasters in human history.
У САД је умрло око 28% становништва, од 500.000 до 675.000. Домородачки народи су били посебно тешко погођени. Само у Форт Корнерс региону је регистровано је 3.293 смртних случајева домородаца. Целокупна села у Аљаској су нестала. Епидемија грипа преко Севард полуострва у 1918. и 1919. избрисала је око 50 процената домаће популације Номеа и 8% популације домородаца Аљаске. Више од 1.000 људи умрло је на северозападу Аљаске, и дупло више широм целе САД, с тим да је већина умрлих била међу домороцима Аљаске. Аљаски домороци нису били резистентни ни на једну од ових болести.

## Уније модерних племена
Аљаски домородачки племенски ентитети јупичких Ескима који су признати из бироа за питања староседелаца САД:
Аљаска регионална домородачка корпорација Јупик Ескима основана је 1971. године када је Конгрес Сједињених Држава усвојио указ о потраживању насеља од стране аљаских староседеоца (ANCSA).
| Заједница                        | Домородачки племеснки ентитет          | Староседелачка сеоска корпорација         | Староседелачка регионална корпорација          |
| -------------------------------- | -------------------------------------- | ----------------------------------------- | ---------------------------------------------- |
| Akiačak (Akiacuaq)               | Akiachak Native Community              | Akiachak Limited                          | Калиста корпорација                            |
| Акиак (Акиак)                    | Акијачка домородачка заједница         | Кокармиут корпорација                     | Калиста корпорација                            |
| Алаканук (Аларнек)               | село Алаканук                          | Алаканук корпорација                      | Калиста корпорација                            |
| Алекнагик (Алекнагик)            | староседелачко село Алекнагик          | Алегнагик ограничено староседеоцима       | Бристол Беј староседелачка корпорација         |
| Андреафски (Сеинт Мери)          | Андреафски Јупиити                     | Неркликмуте староседелачка корпорација    | Калиста корпорација                            |
| Аниак (Аниарак)                  | село Аниак                             | Кускоквим корпорација                     | Калиста корпорација                            |
| Атмаутлуак (Атмаутлуак)          | село Атмаутлуак                        | Атмаутлуак ограничено                     | Калиста корпорација                            |
| Бетел (Мамтерлилек)              | Орутсарармуит староседелачко село      | Бетел староседелачка корпорација          | Калиста корпорација                            |
| Котлик (Коногкелиокамиут)        | ?                                      | Коногкелиокамиут Јуити корпорација        | Калиста корпорација                            |
| Чефорнак (Кев'арнек)             | село Чефорнак                          | Чефарнрмуте Инц.                          | Калиста корпорација                            |
| Чевак (Кевак)                    | Чевак староседелачко село              | Чевак корпорација                         | Калиста корпорација                            |
| Чуатбалук (Курарпалек)           | староседелачко село Чуатбалук          | Кускоквим корпорација                     | Калиста корпорација                            |
| Чулунавик (? кулунивик)          | Чулунавик староседелачко село          | Чулунавик корпорација                     | Калиста корпорација                            |
| Кларкс Појнт (Сагујак)           | село Кларкс Појнт                      | Сагујак Инц.                              | Бристол Беј староседелачка корпорација         |
| Крукид Крик (Кипкарпак)          | село Крукид Крик                       | Кускоквим корпорација                     | Калиста корпорација                            |
| Дилингхам (Куриунг)              | Куриунг племенски савет                | Чопгиунг ограничено                       | Бристол Беј староседелачка корпорација         |
| Ик (Еквикуак)                    | Староседелачко село Ик                 | Икфиоук Ко                                | Калиста корпорација                            |
| Егегик (Игиагик)                 | Егегик село                            | Бечароф корпорација                       | Бристол Беј староседелачка корпорација         |
| Екук                             | староседелачко село Екук               | Екук староседеоцима ограничено            | Бристол Беј староседелачка корпорација         |
| Еквок (Икуак)                    | Еквок село                             | Еквок староседеоцима ограничено           | Бристол Беј староседелачка корпорација         |
| Елим (Невиарцаурлуг)             | староседелачко село Елим               | Елим староседелачка корпорација           | Староседелачка корпорација Беринговог мореуза. |
| Емонак (Имангак)                 | Емонак село                            | Емонак корпорација                        | Калиста корпорација                            |
| Головин (Кингик)                 | Чиник ескимска заједница (Головин)     | Головин староседелачка корпорација        | Кук Инлет риџен Инк                            |
| Гудњус Беј (Мамтерат)            | староседелачко село Гудњус Беј         | Куитсарак Инк.                            | Калиста корпорација                            |
| Хамилтон (Нунапиглугак)          | староседелачко село Хамилтон           | Нунапиглугак корпорација                  | Калиста корпорација                            |
| Холи Крос (Ingirraller)          | Холи Крос село                         | Делојчит Инк.                             | Дојон, ограничено                              |
| Хупер Беј (Напариармиут)         | староседелачко село Хупер Беј          | Си лајн корпорација                       | Калиста корпорација                            |
| Игиугиг (Игиарак)                | Игиугиг село                           | Игиугиг староседелачка корпорација        | Бристол Беј староседелачка корпорација         |
| Илиамна (Илиамна)                | село Илиамна                           | Илиамна староседелачка корпорација        | Бристол Беј староседелачка корпорација         |
| Касиглак (Касиглук)              | Касиглук традиционални савет старешина | Касиглук Инк.                             | Калиста корпорација                            |
| Кипнак (Кипнек)                  | староседелачко село Кипнак             | Кугкактилк ограничено                     | Калиста корпорација                            |
| Коканок (Карунак)                | Kokanok село                           | Kokanok староседелачка корпорација        | Аљаско полуострво корпорација                  |
| Колиганек (Калирнекј)            | Нови Колиганек сеоски савет            | Koliganek староседеоцима ограничено       | Бристол Беј староседелачка корпорација         |
| Конгиганак (Конгирнак)           | староседелачко село Конгиганак         | Кемирталек обалскаt корпорација           | Калиста корпорација                            |
| Котлик (Керулик)                 | село Котлик                            | Котлик Јук корпорација                    | Калиста корпорација                            |
| Кветлук (Куиглук)                | село Кветлук                           | Кветлук Инк.                              | Калиста корпорација                            |
| Квигилингок (Куигилнгук)         | староседелачко село Квигилингок        | Квик Инк.                                 | Калиста корпорација                            |
| Левелок (Ливлек)                 | Левелок село                           | Левелок староседеоцима ограничено         | Бристол Беј староседелачка корпорација         |
| Лоуер Калскаг (Калкак)           | село Лоуер Калскаг                     | Кускоквим корпорација                     | Калиста корпорација                            |
| Макграт                          | Макграт староседелачко село            | МТНТ ограничено                           | Дојон, ограничено                              |
| Манокотак (Манукутак)            | Манукутак село                         | Манокотак староседеоцима ограничено       | Бристол Беј староседелачка корпорација         |
| Маршал (Масеркулек)              | староседелачко село Маршал             | Масеркулиг Инк.                           | Калиста корпорација                            |
| Мекориук (Микуриар)              | староседелачко село Мекориук           | Нима корпорација                          | Калиста корпорација                            |
| Маунтин Вилиџ (Асакариарак)      | Аса'карсармуит Племе                   | Азачорок Инк.                             | Калиста корпорација                            |
| Нагамут                          | ?                                      | Нагамут ограничено                        | Калиста корпорација                            |
| Накнек (Накник)                  | Накнек староседелачко село             | Пауг-вик Инк. ограничено                  | Бристол Беј староседелачка корпорација         |
| Напаимут (Напаимут)              | староседелачко село Напаимут           | Кускоквим корпорација                     | Калиста корпорација                            |
| Напакиак (Напариарак)            | староседелачко село Напакиак           | Напакиак корпорација                      | Калиста корпорација                            |
| Напаскиак (Напаскиак)            | староседелачко село Напаскиак          | Напаскиак Инк.                            | Калиста корпорација                            |
| Њувејлен (Нуриленг)              | Њувејлен село                          | Њувејлен староседелачка корпорација       | Аљаско полуострво корпорација                  |
| Њу Стујахок (Кетуиарак)          | Њу Стујахок село                       | Стујахок ограничено                       | Бристол Беј староседелачка корпорација         |
| Њуток (Ниугтак)                  | Њуток село                             | Њуток Инк.                                | Калиста корпорација                            |
| Најтмјут (Негтемиут)             | староседелачко село Најтмјут           | НГТА Инк.                                 | Калиста корпорација                            |
| Нунам Икуа (Нунам Икуа)          | староседелачко село Нунам Икуа         | Свон лејк корпорација                     | Калиста корпорација                            |
| Нунапичук (Нунапикуар)           | староседелачко село Нунапичук          | Нунапичук ограничено                      | Калиста корпорација                            |
| Охагамуит (Ур'агмуит)            | село Охагамуит                         | Охог Инк.                                 | Калиста корпорација                            |
| Оскарвил (Куигаиагак)            | Оскарвил Традиционално село            | Оскарвил староседелачка корпорација       | Калиста корпорација                            |
| Паимут                           | староседелачко село Паимут             | Паимут корпорација                        | Калиста корпорација                            |
| Пајлот Стејшон (Туталгак)        | Пајлот Стејшон Традиционално село      | Пајлот Стејшон староседелачка корпорација | Калиста корпорација                            |
| Питкас Појнт]] (Негеклим Паинга) | староседелачко село Питкас Појнт       | Питкас Појнт староседелачка корпорација   | Калиста корпорација                            |
| Платинум (Арвик)                 | Платинум Традиционално село            | Арвик Инк.                                | Калиста корпорација                            |
| Портиџ Крик (Охгсенкале)         | Портиџ Крик село                       | Охгсенкале корпорација                    | Бристол Беј староседелачка корпорација         |
| Квинхагак (Куенарак)             | староседелачко село Квинхагак          | Каниртук Инк.                             | Калиста корпорација                            |
| Рашан Мишон (Икугмиут)           | Икугмиут Традиционални савет           | Рашан Мишон староседелачка корпорација    | ?                                              |
| Сент Мери (Негеклик)             | Алгакик староседелачко село            | Сент Мери староседелачка корпорација      | Калиста корпорација                            |
| Сент Мајкл (Такик)               | староседелачко село Сент Мајкл         | Сент Мајкл староседелачка корпорација     | Староседелачка корпорација Беринговог мореуза. |
| Скамон Беј (Марајармиут)         | староседелачко село Скамон Беј         | Аскинук корпорација                       | Калиста корпорација                            |
| Слитмјут (Келитемиут)            | село Слитмјут                          | Кускоквим корпорација                     | Калиста корпорација                            |
| Саут Накнек (Кинуианг)           | Саут Накнек село                       | Кинуианг ограничено                       | Аљаско полуострво корпорација                  |
| Стебинс (Тапрак)                 | Стебинс удружење                       | Стебинс староседелачка корпорација        | Староседелачка корпорација Беринговог мореуза. |
| Стони Ривер                      | село Стони Ривер                       | Кускоквим корпорација                     | Калиста корпорација                            |
| Тогијак (Туиуриуак)              | Традиционално село Тогијак             | Тогијак староседеоцима ограничено         | Бристол Беј староседелачка корпорација         |
| Токсук Беј (Нунакауиак)          | Нунакауиармуит племе                   | Нунакауиак Јупик корпорација              | Калиста корпорација                            |
| Тулуксак (Тулкесак)              | Тулуксак заједница домородаца          | Тултисармуте Инк.                         | Калиста корпорација                            |
| Тунтутулиак (Тунтутулиак)        | староседелачко село Тунтутулиак        | Тунтутулиак земља ограничени              | Калиста корпорација                            |
| Тунунак (Тунунек)                | староседелачко село Тунунак            | Тунунрмиут ринит корпорација              | Калиста корпорација                            |
| Твин Хилс (Ингрикуар)            | Твин Хилс село                         | Твин Хилс староседелачка корпорација      | Бристол Беј староседелачка корпорација         |
| Умкуиуте                         | Умкуиуте староседелачко село           | Умкуиуте ограничено                       | Калиста корпорација                            |
| Апер Калскаг (Калкак)            | село Калскаг                           | Кускоквим корпорација                     | Калиста корпорација                            |